# Texture13
『Texture13』は、Koji Nakamura/Nyantoraのアルバム。2017年10月2日にMeltintoより発売された。

## 解説
SUPERCARのフロントマンである中村弘二がKoji Nakamura/Nyantora両名義で制作しているCD-Rシリーズ「Texture」の第13弾。
中村のオンラインショップ「Meltinto」や、ライブ会場で販売されている。
ジャケットのスタンプの色は青、色紙は赤。
全曲名発表済み。

## 収録曲
1. Contact
2. Summer Rave
音源がSoundCloudで公開されている。「Texture Web」にも収録された。
3. Juguar
4. When There's No More Room In Hell, Then The Dead Will Walk The Earth
5. 826
「Texture Web2」にも収録された。後にショートPVが中村の公式Twitterで公開された。
6. Blackmetal
7. Stars
8. Berlin
9. Emotion Blue
「かなしみ」のタイトルでNyantora×duenn+谷川俊太郎のTOWADADA EPにも収録されている。

全作曲・編曲：中村弘二